# Кульматов, Ренат Сатарович
Ренат Сатарович Кульматов (1938, с. Кызыл-Туу, Киргизская ССР, СССР — 12 октября 2005, Бишкек, Кыргызстан) — советский киргизский государственный и партийный деятель. Первый секретарь Ошского обкома КП Киргизии (1981—1990).

## Биография
Родился в 1938 в селе Кызыл-Туу Киргизской ССР (ныне село в составе Сокулукского района Чуйской области Кыргызстана).

### Образование
Окончил Фрунзенский политехнический институт.
В 1973 окончил Высшую партийную школу при ЦК КПСС.

### Трудовая деятельность
В 1958—1959 годах — механик, начальник эксплуатации Кара-Суйской автобазы Ошской области.
В 1959—1970 годах — начальник Узгенской автобазы Ошской области, начальник Пржевальской автобазы, директор Рыбачинского отделения «Автовнештранс», управляющий Северного автотреста города Фрунзе Кыргызской ССР.
Член КПСС с 1963.
В 1970—1973 годах — заместитель заведующего промышленно-транспортным отделом ЦК КП Киргизии.
В 1973—1975 годах — заведующий промышленно-транспортным отделом Ошского областного комитета КП Киргизии.
В 1975—1979 годах — председатель исполнительного комитета Ошского городского совета депутатов трудящихся; 1-й секретарь городского комитета Ошского КП Киргизии.
В 1979—1981 годах — заведующий промышленно-транспортным отделом ЦК КП Киргизии.
В январе-июне 1981 года — 2-й секретарь Ошского областного комитета КП Киргизии.
В июне 1981 — апреле 1990 года — 1-й секретарь Ошского областного комитета КП Киргизии.
Депутат Верховного совета Киргизской ССР 9-12 созывов. Депутат Верховного Совета СССР 11 созыва. Народный депутат СССР (1989—1991). Делегат XXVII съезда КПСС и XIX партконференции.
С апреля по сентябрь 1990 года — 1-й заместитель председателя Верховного Совета Киргизской ССР.
Затем — директор закрытого ауционерного общества «Автодорснаб» Кыргызской Республики.
Скончался 12 октября 2005 года.

## Награды
- орден Трудового Красного Знамени (1986)
- два ордена Знак Почёта (1966, 1981)
- медали